# Sepia bartletti
Sepia bartletti är en bläckfiskart som först beskrevs av Tom Iredale 1954.  Sepia bartletti ingår i släktet Sepia och familjen Sepiidae. IUCN kategoriserar arten globalt som otillräckligt studerad. Inga underarter finns listade i Catalogue of Life.